# Kovács Ferenc (bányamérnök)
Kovács Ferenc  (Győr, 1938. december 7. –) magyar bányamérnök, külfejtési szakmérnök, egyetemi tanár, a Magyar Tudományos Akadémia rendes tagja.

## Tanulmányai
Középiskolai tanulmányait a Pannonhalmi Bencés Gimnáziumban végezte, 1957-ben kitűnő rendű érettségit szerzett. A Nehézipari Műszaki Egyetem Bányamérnöki Kar bányaművelő szak bányamérő ágazatán 1962-ben jeles minősítéssel bányamérnöki, 1968-ban kitüntetéses külfejtési szakmérnöki oklevelet szerzett.

## Munkássága
1962-től a Bányászati és Geotechnikai tanszék oktatója, 1977-től egyetemi tanár. 1984-től a Miskolci Egyetem Bányászati és Geotechnikai tanszék vezetője. 1974-77-ben dékánhelyettes, 1977-78-ban a Bányamérnöki Kar dékánja, 1978-86-ig rektorhelyettes, majd nyolc évig az egyetem rektora. 1994-től 2001-ig ismét a Bányamérnöki (jelenleg Műszaki Földtudományi) Kar dékánja.
Vezető oktatóként a bányatelepítés, bányaépítés, bányászati technológiák, bányabiztonság témakörökben tartott előadásokat. Jelentős eredményeket ért el tananyagok fejlesztésében, új szakirányok (például geotechnika) kialakításában, a továbbképzési tevékenység irányításában és szervezésében. Széles körű oktatói tevékenységének színvonalát és nemzetközi elismertségét jelzi, hogy a leobeni Montanuniversität és a Petrozsényi Egyetem vendégprofesszora.
Egyetemi vezetőként kezdeményező és kimagasló szerepe volt a Miskolci Egyetem oktatási-kutatási profiljának bővítésében. Nevéhez fűződik az Állam- és Jogtudományi, a Gazdaságtudományi és a Bölcsészettudományi Kar létrehozása és fejlesztése, a Vegyipari Automatizálási Főiskolai Kar integrálása a Gépészmérnöki Karhoz, az informatikai és a villamos üzemmérnöki szak elindítása, az Észak-Magyarországi Universitas Egyesülés létrehozása.
Kiemelkedő szerepe van a tudományos utánpótlás nevelésében, a nyersanyagtermelő és -feldolgozó rendszerek analitikai vizsgálatával foglalkozó (Zambó János által alapított) tudományos iskola továbbvitelében, irányításában. 1984-től az iskola, az akadémiai támogatású kutatóhely vezetője. Másfél évtizedig a Tudományos Minősítő Bizottság, illetve a földtani-bányászati-geodéziai-geofizikai szakbizottság tagja. 1994-től a Miskolci Egyetem Doktori Tanácsa elnökeként és a Geotechnikai módszerek és eljárások kutatása, fejlesztése doktori program vezetőjeként a PhD-képzés indításában is eredményes munkát végzett.  2001-től a Műszaki Földtudományi Kar „Földtudományok” doktori iskola vezetője. Irányításával eddig 15 doktorandusz (Dr. tech., Dr. univ., PhD) dolgozott és szerzett fokozatot.

## Egyetemi oktatói, vezetői-szervezői munkáját elismerő kitüntetések
- Munka Érdemrend bronz fokozata (1973)
- Akadémiai Díj (1973)
- Kiváló Munkáért díj (1979)
- Munka Érdemrend arany fokozata (1986)
- Állami Díj (1988) – a szénbányászati innováció irányításában, megvalósításában, elsősorban a bányatelepítés, a bányaművelési eljárások tudományos alapjainak fejlesztésében, gépesített vágathajtási és frontfejtési berendezések gyakorlati alkalmazásában elért kimagasló eredményeiért (megosztott díj Pera Ferenccel, Staudinger Jánossal és Ujlaki Miklóssal)
- Péch Antal emlékérem (1992)
- Eötvös Loránd-díj (1994)
- Pro Universitate (1995)
- Pro Comitatu (1997)
- Jubileumi Egyetemi Aranyérem (1999)
- Pro Facultate Jurisprudentiae (2001)
- Miskolc Város Díszpolgára (2003)
- A Magyar Köztársasági Érdemrend középkeresztje (2009)
- Bakonytamási Község Díszpolgára (2013)

## Tudományos tevékenysége
1963-ban summa cum laude minősítéssel Dr.tech. címet, 1968-ban a műszaki tudományok kandidátusa, 1976-ban a műszaki tudomány doktora címet szerezte meg; 1987-től a Magyar Tudományos Akadémia levelező, 1993-tól rendes tagjává választották.
Tudományos tevékenysége elsősorban a bányatelepítés, bányaművelés és a bányabiztonság területét öleli fel.
Kutatásai során foglalkozott az ásványi nyersanyagok gazdasági értékelésével, a bányászati és energetikai komplexumok optimális paramétereinek meghatározásával, a bányászat műszaki fejlesztési irányainak kijelölésével, a természeti és bányászati veszélyek (víz-, tűz-, metán-, sújtólég-, gáz- és kőzetkitörés stb.) és a természeti adottságok közötti kapcsolat feltárásával, a védekezési módszerek fejlesztésének lehetőségeivel.
Tudományos kutatási eredményeiről 199 dolgozatot publikált, köztük 95-öt idegen nyelven. Hazai és nemzetközi konferenciákon 132 előadással szerepelt. Több mint 330 kutatási jelentés, nagyobb szakvélemény kidolgozásában vett részt irányítóként, illetve közreműködőként. Munkáira 168 hivatkozás történt.

## Közéleti munkája
A szakmai-tudományos közélet aktív résztvevője és szervezője, számos tudományos és szerkesztőbizottságnak volt, illetve jelenleg is tagja: az MTA Bányászati Tudományos Bizottság, az Energetikai Tudományos Bizottság, a Miskolci Akadémiai Bizottság, az MAB Bányászati Szakbizottság, az MTA Felügyelő Bizottság, az Acta Geodaetica, Geophysica et Montanistica, Progress in Mining and Oilfield Chemistry Szerkesztőbizottság, a Miskolci Egyetem Közleménye A sorozat, a Bányászat főszerkesztője, a Bolyai János Kutatási Ösztöndíj kuratóriumi tagja, az Arany János Közalapítvány a Tudományért Kvassay Jenő szakkuratórium tagja, a Vitális István Alapítvány kuratóriumi elnöke, valamint a Központi Bányászati Múzeum Alapítvány kuratóriumi elnöke.
A nemzetközi szakmai-tudományos kapcsolatok területén is jelentős tevékenységet fejt ki. A Nemzetközi Természet- és Társadalomtudományi Akadémia (Moszkva) rendes tagja, az Ukrán Gazdasági Tudományos Akadémia rendes tagja, a Bányászati Tudományok Akadémiájának (Moszkva) külföldi tagja, a World Mining Congress International Organizing Committee tagja, az International Mine Water Association tagja, a Society of Mining Professors tagja, 1994–95-ben elnöke.

### Tudományos kitüntetései
- Harkovi Állami Műszaki Egyetem tiszteletbeli doktora (1990),
- Kassai Műszaki Egyetem Aranyérme (1991),
- Torontói Ryerson Műszaki Egyetem Fellowship (1991),
- Azovi Állami Műszaki Egyetem tiszteletbeli doktora (1992),
- Petrozsényi Bányászati Egyetem tiszteletbeli doktora (1992),
- Moszkvai Állami Bányászati Egyetem tiszteletbeli doktora (1994),
- Leobeni Montanuniversität Díszpolgára (1996),
- Nemzetközi Természet- és Társadalomtudományi Akadémia Szent György Keresztje (1996),
- Nagaokai Műszaki Egyetem (Japán) tiszteletbeli doktora (1999),
- Kassai Műszaki Egyetem tiszteletbeli doktora (2002).

## Jelentősebb publikációi
- Kovács F.: Külfejtések alapvető paramétereinek meghatározása. Kandidátusi értekezés, Miskolc. (1966)
- Beke I., Faller G., Kovács F., Tóth M.: Külfejtések műszaki gazdaságtana. Tankönyvkiadó, Budapest. (1968)
- Kovács F.: Gépesített frontfejtések paramétereinek elemzése, In: Bányászati és Kohászati Lapok, Bányászat. (1969)
- Kovács, F.: Wyplyw zagrozen zywiolowych na wybor podstawowych parametrow kopalni podziemej, Konferencja Naukowa "Nowoczesnosc w gornictwie", Institutu Gornictwa Poblitechniki Wroclawskiej cz. III. Wroclaw. (1970)
- Kovács, F.: Prognose der gasausbruch gefährlichkeit auf basis der kohlenfestigkeit, In: Publ. of the Techn. Univ. for Heavy Industry, Series A. Mining, Vol. 35. (1980)
- Kovács, F.: Characteristics of gas release in longwall workings of mines with high gas output, In: Acta Geodaet., Geophys. et Montanist Acad. Sci. Hung. Vol. 18.(1983)
- Kovács F.: Külfejtések telepítése és nyitása. Tankönyvkiadó, Budapest. (1985)
- Kovács, F.: Determination of mining location parameters by computer aided methods, In: Improvement of Mine Productivity and Overall Economy by Modern Technology, Rotterdam. (1987)
- Kovács F.: A barnaszén erőművekben keletkező maradékanyagok jellemzői és hasznosítása. Magyar Energetika. (1998)
- Kovács F.: A szénelőfordulások várható tektonikai paramétereiről. Bányászati és Kohászati Lapok, Bányászat. (1989)
- Kovács F., Faur Gy.: Külfejtések művelése I. (Jövesztés, rakodás). Tankönyvkiadó, Budapest. (1991)
- Kovács, F.: Charakterisirung der in Kohlenkraftwerken anfallenden Reststoffe. Glückauf-Forshungshefte. ( 2000)
- Kovács F.: Energiaforrások a jövő energiaellátásához.  Magyar Energetika. ( 2001)
- Kovács F.: Bányászat a tudományban – tudomány a bányászatban. MTA. Budapest. ( 2002)
- Kovács, F.: Solid and Fly Ash from Brown Coal Power Plants: Characterization and Utilization. Focus on Remaining Oil and Gas Reserves. Progress in Mining and Oilfield Chemistry 4. Akadémiai Kiadó. Budapest. ( 2002)